# 약물중독재활센터
약물중독재활센터(藥物中毒再活센터)는 마약·알콜 등 약물중독자의 진료·조사·연구 및 재활지원업무를 분장하는 치료감호소의 소속기관이다. 2004년 1월 29일 발족하였으며, 충청남도 공주시 반포면 봉곡리 산 1-21에 위치하고 있다. 센터장은 기술서기관으로 보한다.

## 연혁
- 2004년 1월 23일: 약물중독재활센터 개소.[2]

## 조직

### 센터장
- 교육관리과[3]
- 중독진료과[4]

## 같이 보기
- 한국마약퇴치운동본부
- 약물중독진료소